# Farragutklasse (1958)
De Farragutklasse, soms Coontzklasse genoemd omdat de Coontz eerder in dienst werd genomen dan de Farragut, was een torpedobootjagerklasse van de United States Navy. Het is de tweede torpedobootjagerklasse genoemd naar Admiraal David Glasgow Farragut.
Tien schepen van de Farragutklasse werden besteld tussen 1955 en 1957. De schepen kwamen in eerste instantie in dienst als geleidefregatten (DLG), maar werden geherclassificeerd in de herstructurering van 1975 als geleidewapenjager (DDG). De schepen waren de enige schepen die omgenummerd werden tijdens de herstructurering, waarbij het eerste van DLG-6 naar DDG-37 overging, en de rest volgde op dezelfde manier.